# Desagglomeration (Verfahrenstechnik)
Desagglomerieren (auch Deagglomeration) ist eine Methode der mechanischen Verfahrenstechnik, die auch als Gefügeaufbruch bezeichnet wird.
Beim Vermischen von Feststoffen mit geringen Flüssigkeitsmengen entstehen häufig Agglomerate. Sind die Agglomerate unerwünscht, müssen sie zerstört (desagglomeriert) werden. Auch kohäsive flockige Substanzen müssen desagglomeriert werden, um z. B. zu Aerosolen verarbeitet zu werden. Ein weiteres Anwendungsbeispiel ist das Recycling von Lithium-Ionen-Akkumulatoren. 
Um die notwendigen hohen Scherkräfte zu erzeugen, werden Kolloidmühlen, Strahlmühlen, Schlagrotormühlen oder Ultraschall verwendet.